# 팬시 (가수)
만프레트 알로이스 제기트(영어: Manfred Alois Segieth, 1946년 7월 7일 ~ )는 예명 팬시(Fancy)로 알려진 독일의 가수, 작곡가, 음악 프로듀서이다.